# Be-8
Be-8 (ros.Бе-8) – radziecki samolot-amfibia o napędzie turbośmigłowym, opracowany przez biuro konstrukcyjne Georgija Berijewa. Samolot opracowano jako następca Be-4. Od pierwowzoru różnił się głównie większymi wymiarami, słabszym silnikiem i przede wszystkim przeznaczeniem. Be-8 opracowano jako samolot pasażersko-dyspozycyjny mogący pomieścić 4-6 pasażerów (planowano także wersję sanitarną). Prototyp wyposażono w chowane podwozie kołowe umożliwiające korzystanie z lotnisk lądowych. Wyprodukowano tylko 2 prototypy. Samolot zaprezentowano publicznie w 1951 roku podczas pokazów na podmoskiewskim lotnisku Tuszyno.

## Opis konstrukcji
Jednosilnikowa łódź latająca w układzie zastrzałowego górnopłatu z dwoma stabilizującymi pływakami. Silnik w opływowej gondoli połączony z kadłubem samolotu pojedynczym pylonem. Śmigło trójłopatowe. Usterzenie klasyczne wolnonośne.